# Cape St. Gregory
Cape St. Gregory är en udde i Kanada.   Den ligger i provinsen Newfoundland och Labrador, i den östra delen av landet, 1 400 km öster om huvudstaden Ottawa.
Terrängen inåt land är huvudsakligen kuperad, men norrut är den platt. Havet är nära Cape St. Gregory åt nordväst. Trakten runt Cape St. Gregory är nära nog obefolkad, med mindre än två invånare per kvadratkilometer.. Närmaste större samhälle är Trout River, 11,7 km nordost om Cape St. Gregory. 
I omgivningarna runt Cape St. Gregory växer i huvudsak blandskog.